# The Loneliest
The Loneliest is een lied van de Italiaanse rockband Måneskin. Het verscheen op hun album Rush! uit 2023. Op 7 oktober 2022 werd het nummer uitgebracht als de derde single van het album.

## Achtergrond
The Loneliest is geschreven door groepsleden Damiano David, Victoria De Angelis, Thomas Raggi en Ethan Torchio in samenwerking met James Abrahart, Jason Evigan, Rami Yacoub, Sarah Hudson en Uzoechi Emenike en geproduceerd door Fabrizio Ferraguzzo en Måneskin. Op 21 september 2022 kondigde de band de single aan door middel van een post op hun social media-accounts. Deze bevatte een korte video met een handgeschreven brief, waarin de nadruk lag op de woorden "the loneliest".
The Loneliest behaalde wereldwijd een groot aantal hitlijsten. Het kwam niet in de Britse UK Singles Chart of de Amerikaanse Billboard Hot 100 terecht, maar werd wel een nummer 1-hit in hun thuisland Italië en in de Waalse Ultratop 50 en behaalde ook in Israël, Kroatië, Litouwen en Polen de top 10. In Nederland kwam de single tot de zesde plaats in de Top 40 en tot de dertigste plaats in de Single Top 100, terwijl in Vlaanderen de twaalfde plaats in de Ultratop 50 werd gehaald. Op 13 oktober verscheen een videoclip bij de single, die in het Villa Tittoni Traversi in Desio werd opgenomen.

## Hitnoteringen

### Nederlandse Top 40
| Hitnotering: 22-10-2022 t/m 15-04-2023 | Hitnotering: 22-10-2022 t/m 15-04-2023 | Hitnotering: 22-10-2022 t/m 15-04-2023 | Hitnotering: 22-10-2022 t/m 15-04-2023 | Hitnotering: 22-10-2022 t/m 15-04-2023 | Hitnotering: 22-10-2022 t/m 15-04-2023 | Hitnotering: 22-10-2022 t/m 15-04-2023 | Hitnotering: 22-10-2022 t/m 15-04-2023 | Hitnotering: 22-10-2022 t/m 15-04-2023 | Hitnotering: 22-10-2022 t/m 15-04-2023 | Hitnotering: 22-10-2022 t/m 15-04-2023 | Hitnotering: 22-10-2022 t/m 15-04-2023 | Hitnotering: 22-10-2022 t/m 15-04-2023 | Hitnotering: 22-10-2022 t/m 15-04-2023 | Hitnotering: 22-10-2022 t/m 15-04-2023 | Hitnotering: 22-10-2022 t/m 15-04-2023 | Hitnotering: 22-10-2022 t/m 15-04-2023 | Hitnotering: 22-10-2022 t/m 15-04-2023 | Hitnotering: 22-10-2022 t/m 15-04-2023 | Hitnotering: 22-10-2022 t/m 15-04-2023 | Hitnotering: 22-10-2022 t/m 15-04-2023 | Hitnotering: 22-10-2022 t/m 15-04-2023 | Hitnotering: 22-10-2022 t/m 15-04-2023 | Hitnotering: 22-10-2022 t/m 15-04-2023 | Hitnotering: 22-10-2022 t/m 15-04-2023 | Hitnotering: 22-10-2022 t/m 15-04-2023 | Hitnotering: 22-10-2022 t/m 15-04-2023 | Hitnotering: 22-10-2022 t/m 15-04-2023 |
| Week:                                  | 1                                      | 2                                      | 3                                      | 4                                      | 5                                      | 6                                      | 7                                      | 8                                      | 9                                      | 10                                     | 11                                     | 12                                     | 13                                     | 14                                     | 15                                     | 16                                     | 17                                     | 18                                     | 19                                     | 20                                     | 21                                     | 22                                     | 23                                     | 24                                     | 25                                     | 26                                     |                                        |
| -------------------------------------- | -------------------------------------- | -------------------------------------- | -------------------------------------- | -------------------------------------- | -------------------------------------- | -------------------------------------- | -------------------------------------- | -------------------------------------- | -------------------------------------- | -------------------------------------- | -------------------------------------- | -------------------------------------- | -------------------------------------- | -------------------------------------- | -------------------------------------- | -------------------------------------- | -------------------------------------- | -------------------------------------- | -------------------------------------- | -------------------------------------- | -------------------------------------- | -------------------------------------- | -------------------------------------- | -------------------------------------- | -------------------------------------- | -------------------------------------- | -------------------------------------- |
| Positie:                               | 31                                     | 19                                     | 16                                     | 14                                     | 13                                     | 13                                     | 12                                     | 12                                     | 11                                     | 11                                     | 12                                     | 10                                     | 9                                      | 9                                      | 6                                      | 6                                      | 8                                      | 10                                     | 11                                     | 15                                     | 17                                     | 20                                     | 25                                     | 26                                     | 31                                     | 37                                     | uit                                    |

### Single Top 100
| Hitnotering: 15-10-2022 t/m 22-04-2023 | Hitnotering: 15-10-2022 t/m 22-04-2023 | Hitnotering: 15-10-2022 t/m 22-04-2023 | Hitnotering: 15-10-2022 t/m 22-04-2023 | Hitnotering: 15-10-2022 t/m 22-04-2023 | Hitnotering: 15-10-2022 t/m 22-04-2023 | Hitnotering: 15-10-2022 t/m 22-04-2023 | Hitnotering: 15-10-2022 t/m 22-04-2023 | Hitnotering: 15-10-2022 t/m 22-04-2023 | Hitnotering: 15-10-2022 t/m 22-04-2023 | Hitnotering: 15-10-2022 t/m 22-04-2023 | Hitnotering: 15-10-2022 t/m 22-04-2023 | Hitnotering: 15-10-2022 t/m 22-04-2023 | Hitnotering: 15-10-2022 t/m 22-04-2023 | Hitnotering: 15-10-2022 t/m 22-04-2023 | Hitnotering: 15-10-2022 t/m 22-04-2023 | Hitnotering: 15-10-2022 t/m 22-04-2023 | Hitnotering: 15-10-2022 t/m 22-04-2023 | Hitnotering: 15-10-2022 t/m 22-04-2023 | Hitnotering: 15-10-2022 t/m 22-04-2023 | Hitnotering: 15-10-2022 t/m 22-04-2023 | Hitnotering: 15-10-2022 t/m 22-04-2023 | Hitnotering: 15-10-2022 t/m 22-04-2023 | Hitnotering: 15-10-2022 t/m 22-04-2023 | Hitnotering: 15-10-2022 t/m 22-04-2023 | Hitnotering: 15-10-2022 t/m 22-04-2023 | Hitnotering: 15-10-2022 t/m 22-04-2023 | Hitnotering: 15-10-2022 t/m 22-04-2023 | Hitnotering: 15-10-2022 t/m 22-04-2023 | Hitnotering: 15-10-2022 t/m 22-04-2023 |
| Week:                                  | 1                                      | 2                                      | 3                                      | 4                                      | 5                                      | 6                                      | 7                                      | 8                                      | 9                                      | 10                                     | 11                                     | 12                                     | 13                                     | 14                                     | 15                                     | 16                                     | 17                                     | 18                                     | 19                                     | 20                                     | 21                                     | 22                                     | 23                                     | 24                                     | 25                                     | 26                                     | 27                                     | 28                                     |                                        |
| -------------------------------------- | -------------------------------------- | -------------------------------------- | -------------------------------------- | -------------------------------------- | -------------------------------------- | -------------------------------------- | -------------------------------------- | -------------------------------------- | -------------------------------------- | -------------------------------------- | -------------------------------------- | -------------------------------------- | -------------------------------------- | -------------------------------------- | -------------------------------------- | -------------------------------------- | -------------------------------------- | -------------------------------------- | -------------------------------------- | -------------------------------------- | -------------------------------------- | -------------------------------------- | -------------------------------------- | -------------------------------------- | -------------------------------------- | -------------------------------------- | -------------------------------------- | -------------------------------------- | -------------------------------------- |
| Positie:                               | 67                                     | 51                                     | 40                                     | 35                                     | 36                                     | 34                                     | 33                                     | 33                                     | 53                                     | 65                                     | 62                                     | 88                                     | 32                                     | 30                                     | 32                                     | 32                                     | 33                                     | 34                                     | 43                                     | 45                                     | 41                                     | 46                                     | 49                                     | 56                                     | 62                                     | 68                                     | 71                                     | 80                                     | uit                                    |

### Ultratop 50 Vlaanderen
| Hitnotering: 15-10-2022 t/m 20-05-2023 | Hitnotering: 15-10-2022 t/m 20-05-2023 | Hitnotering: 15-10-2022 t/m 20-05-2023 | Hitnotering: 15-10-2022 t/m 20-05-2023 | Hitnotering: 15-10-2022 t/m 20-05-2023 | Hitnotering: 15-10-2022 t/m 20-05-2023 | Hitnotering: 15-10-2022 t/m 20-05-2023 | Hitnotering: 15-10-2022 t/m 20-05-2023 | Hitnotering: 15-10-2022 t/m 20-05-2023 | Hitnotering: 15-10-2022 t/m 20-05-2023 | Hitnotering: 15-10-2022 t/m 20-05-2023 | Hitnotering: 15-10-2022 t/m 20-05-2023 | Hitnotering: 15-10-2022 t/m 20-05-2023 | Hitnotering: 15-10-2022 t/m 20-05-2023 | Hitnotering: 15-10-2022 t/m 20-05-2023 | Hitnotering: 15-10-2022 t/m 20-05-2023 | Hitnotering: 15-10-2022 t/m 20-05-2023 | Hitnotering: 15-10-2022 t/m 20-05-2023 |
| Week:                                  | 1                                      | 2                                      | 3                                      | 4                                      | 5                                      | 6                                      | 7                                      | 8                                      | 9                                      | 10                                     | 11                                     | 12                                     | 13                                     | 14                                     | 15                                     | 16                                     | 17                                     |
| -------------------------------------- | -------------------------------------- | -------------------------------------- | -------------------------------------- | -------------------------------------- | -------------------------------------- | -------------------------------------- | -------------------------------------- | -------------------------------------- | -------------------------------------- | -------------------------------------- | -------------------------------------- | -------------------------------------- | -------------------------------------- | -------------------------------------- | -------------------------------------- | -------------------------------------- | -------------------------------------- |
| Positie:                               | 27                                     | 20                                     | 26                                     | 21                                     | 19                                     | 26                                     | 21                                     | 17                                     | 18                                     | 14                                     | 21                                     | 20                                     | 12                                     | 16                                     | 20                                     | 22                                     | 18                                     |
| Week:                                  | 18                                     | 19                                     | 20                                     | 21                                     | 22                                     | 23                                     | 24                                     | 25                                     | 26                                     | 27                                     | 28                                     | 29                                     | 30                                     | 31                                     | 32                                     |                                        |                                        |
| Positie:                               | 37                                     | 38                                     | 34                                     | 34                                     | 35                                     | 40                                     | 47                                     | 34                                     | 38                                     | 33                                     | 42                                     | 43                                     | 43                                     | 44                                     | 47                                     | uit                                    |                                        |

### NPO Radio 2 Top 2000
| Nummer met noteringen in de NPO Radio 2 Top 2000 | '22  | '23 | '24 |
| ------------------------------------------------ | ---- | --- | --- |
| The Loneliest                                    | 1716 | 432 | 627 |

1. ↑  Een vetgedrukt getal geeft de hoogste notering aan.
2. ↑  2022 was het eerste jaar met een notering voor dit nummer.